# Маріон (переписна місцевість, Нью-Йорк)
Маріон (англ. Marion) — переписна місцевість (CDP) в США, в окрузі Вейн штату Нью-Йорк. Населення — 1432 особи (2020).

## Географія
Маріон розташований за координатами 43°8′31″ пн. ш. 77°11′39″ зх. д. / 43.14194° пн. ш. 77.19417° зх. д. (43.141993, -77.194037).  За даними Бюро перепису населення США в 2010 році переписна місцевість мала площу 7,92 км², з яких 7,91 км² — суходіл та 0,02 км² — водойми.

## Демографія
Згідно з переписом 2010 року, у переписній місцевості мешкало 1511 осіб у 604 домогосподарствах у складі 389 родин. Густота населення становила 191 особа/км².  Було 643 помешкання (81/км²).
Расовий склад населення:
| - 95,4 % — білих - 0,9 % — чорних або афроамериканців - 0,6 % — корінних американців - 0,5 % — азіатів - 1,1 % — осіб інших рас |

До двох чи більше рас належало 1,6 %. Частка іспаномовних становила 3,4 % від усіх жителів.
За віковим діапазоном населення розподілялося таким чином: 26,0 % — особи молодші 18 років, 61,1 % — особи у віці 18—64 років, 12,9 % — особи у віці 65 років та старші. Медіана віку мешканця становила 37,8 року. На 100 осіб жіночої статі у переписній місцевості припадало 92,2 чоловіків;  на 100 жінок у віці від 18 років та старших — 92,4 чоловіків також старших 18 років.
Середній дохід на одне домашнє господарство  становив 54 989 доларів США (медіана — 40 993), а середній дохід на одну сім'ю — 70 085 доларів (медіана — 59 375). За межею бідності перебувало 6,3 % осіб, у тому числі 2,1 % дітей у віці до 18 років та 4,1 % осіб у віці 65 років та старших.
Цивільне працевлаштоване населення становило 624 особи. Основні галузі зайнятості: освіта, охорона здоров'я та соціальна допомога — 37,3 %, виробництво — 15,1 %, роздрібна торгівля — 11,1 %, транспорт — 7,2 %.